# Bar-sur-Seine
 Bar-sur-Seine  es una población y comuna francesa, en la región de Gran Este, departamento de Aube, en el distrito de Troyes y cantón de Bar-sur-Seine.

## Demografía
| 2559 | 2786 | 3155 | 3572 | 3630 | 3510 |
| Para los censos de 1962 a 1999 la población legal corresponde a la población sin duplicidades (Fuente: INSEE [Consultar]) |      |      |      |      |      |